# Romanesco (groente)
Romanesco (Brassica oleracea convar. botrytis var. botrytis), ook wel fractoli of groene torentjesbloemkool, lijkt veel op bloemkool maar heeft een geelgroene kleur. Romanesco dankt zijn naam aan de eerste beschrijving in het Italië van de zestiende eeuw als broccolo romanesco oftewel broccoli van Rome. Door de groeivorm is het een decoratieve groente. Het is een voorbeeld van een in de natuur voorkomende fractal. In Nederland kwam romanesco voor het eerst in 1979 op de markt. De teelt vindt er vanaf 1986 op grotere schaal plaats. 
Het blad moet voldoende omhoog gericht zijn om de groeiende kool in de schaduw te houden, anders kleurt deze rood. Ook kunnen er wat bladeren omgeknikt boven op de kool gelegd worden, maar dat is niet per se noodzakelijk.
Van april tot begin juli kan romanesco gezaaid worden. De beste zaaitijd is echter van eind mei tot eind juni. De planttijd ligt in mei tot en met juli. De plantafstand bedraagt 75 x 50 cm. Er kan geoogst worden vanaf juli tot in november.

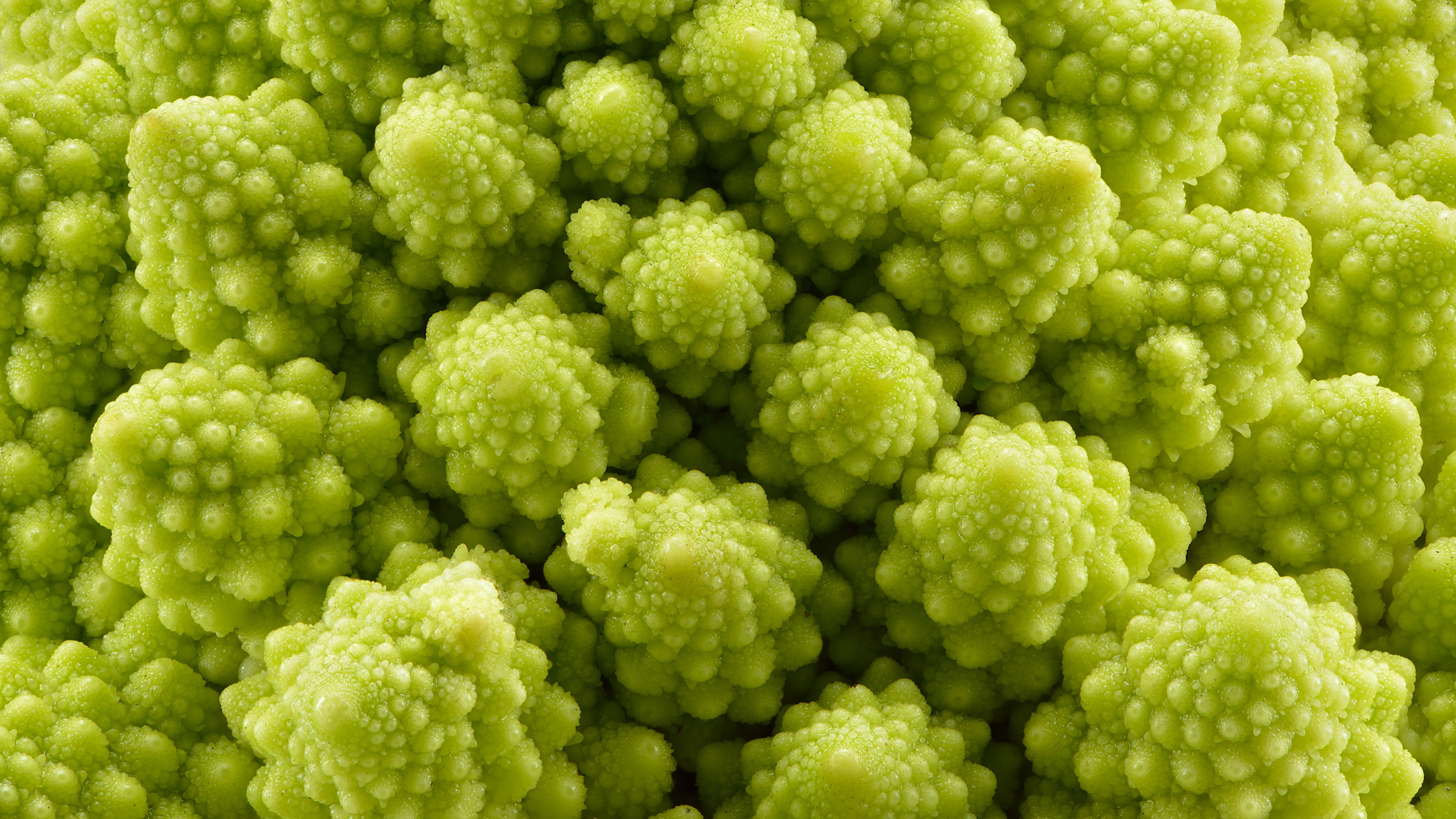

... · 
B. campestris (Raapstelen) · 
B. carinata (Ethiopische mosterd, Abessijnse mosterd of Abessijnse kool) · 
B. juncea (Sareptamosterd) · 
B. napobrassica (Koolraap) · 

B. napus (Koolzaad) · 
B. napus subsp. napus (Duizendkoppige kool) · 

B. nigra (Zwarte mosterd) · 

B. oleracea (Kool) · 
B. oleracea var. acephala (Sierkool) · 
B. oleracea convar. acephala alef. var. gongylodes (Koolrabi) · 
B. oleracea convar. acephala var. laciniata (Boerenkool) · 
B. oleracea convar. acephala var. medullosa (Duizendkoppige kool) · 
B. oleracea var. alboglabra (Kailan of Chinese broccoli) · 
B. oleracea var. medullosa (Mergkool) · 
B. oleracea var. botrytis (Bloemkool) · 
B. oleracea convar. botrytis var. botrytis (Romanesco) · 
B. oleracea convar. botrytis var. cymosa (Broccoli) · 
B. oleracea var. capitata (Sluitkool) · 
B. oleracea convar. capitata var. alba (Wittekool) · 
B. oleracea convar. capitata var. rubra (Rodekool) · 
B. oleracea convar. capitata var. sabauda (Savooiekool) · 
B. oleracea var. costata (Tronchuda-kool) ·  
B. oleracea convar. oleracea var. gemmifera (Spruitkool) · 
B. oleracea var. oleracea (Wilde kool) · 
B. oleracea var. palmifolia (Palmkool) ·
B. oleracea var. viridis (Galicische kool) ·  

B. rapa (Raapzaad, Knolraap) · 
B. rapa var. chinensis (Paksoi) · 
B. rapa var. pekinensis (Chinese kool) · 
B. rapa var. rapa (Stoppelknol) · 
...